# Kake (personnage)
Pour les articles homonymes, voir Kake.
Kake (prononcé en finnois : /ˈkɑ.ke/) est un personnage de bande dessinée créé par le dessinateur finlandais Touko Laaksonen, alias Tom of Finland. C'est un homme homosexuel qui se distingue par ses caractéristiques physiques hypermasculines et ses nombreux partenaires sexuels. Kake apparaît en tant que personnage éponyme d'une bande dessinée de vingt-six numéros publiée par Laaksonen de 1968 à 1986. C'est une des créations de Laaksonen les plus populaires et il tient une place importante dans la communauté cuir.